# Де Беллис, Антонио
Анто́нио Де Бе́ллис (итал. Antonio De Bellis; ок. 1616 — 1656) — итальянский художник эпохи барокко. Представитель неаполитанской школы живописи, караваджист. 
Многие страницы из жизни художника остались неизвестными. Антонио Де Беллис работал в Неаполе во второй трети XVII века. Наряду с Хосе де Рибера, Массимо Станционе, Бернардо Каваллини был одним из мастеров, работавших в стилистике караваджизма.
Он работал над полотнами из жизни святого Карло Борромео в церкви Сан-Карло-алле-Мортеле в Неаполе. Его сохранившиеся работы доступны в музеях Хьюстона и Лондона.